# Долголевец, Евгений Викторович
 Евгений Викторович Долголевец — белорусский боксёр-профессионал. Член национальной команды Белоруссии (2019).

## Ранние годы и любительская карьера
Первый тренер — Владимир Лойко. Под руководством Георгия Галетича тренировался вместе с будущим чемпионом мира среди профессионалов Иваном Баранчиком. Был участником чемпионата мира 2013 и чемпионата Европы 2015 года.

## Профессиональная карьера
Дебютировал в профессионалах 29 февраля 2020 года. После трёх подряд досрочных побед над джорнименами вышел на бой за малозначительный титул чемпиона EBP. Противником выступил российский боксёр Георгий Челохсаев, который на момент противостояния с белорусом имел всего одно поражение. По итогам боя, победу раздельным решением присудили Долголевцу.

### Бой с Фёдором Папазовым
В пятом профессиональном бою соперником белоруса стал опытный Фёдор Папазов из России. 10-ти раундовый бой большую часть времени проходил в среднем темпе. Оба бойца действовали достаточно технично, стараясь пробивать многоударные комбинации. Долголевец владел преимуществом по ходу всего поединка. Белорусский спортсмен был эффективен как во время работы первым номером, так и в рамках контратакующих действий на отходах. Более высокий и быстрый Долголевец регулярно доносил чистые удары и контролировал ход поединка. В финальном раунде оба спортсмена продемонстрировали активные атакующие действия, устроив несколько эффектных разменов. По итогам боя белорусский спортсмен одержал единогласную победу со счётом 98-92 и 96-94 дважды, завоевав титул чемпиона WBA Intercontinental.